# 酸化物分散強化合金
酸化物分散強化合金（さんかぶつぶんさんきょうかごうきん、Oxide dispersion-strengthened alloy）は酸化物を分散強化相として含む合金である。「ODS合金」とも呼ばれる。

## 特徴
酸化物分散強化合金は、主に高温での使用が期待されて開発された材料である。高温でも安定なY2O3などの酸化物粒子を、メカニカルアロイング法などによって母相中に分散させて強度を高めた材料である。

## 種類と用途
主要元素ごとに、次のような材料の研究開発例が見られる。
- Fe基酸化物分散強化合金：酸化物分散強化鋼 (ODS鋼)とも呼ばれ、マルテンサイト系、フェライト系、オーステナイト系がある。PM2000、MA956などが知られている。高速炉燃料被覆管等の原子力分野での利用が期待されて開発が進められている。
- Ni基酸化物分散強化合金：PM1000、MA6000などが知られている。ガスタービン材料への適用が期待されている。
- Cu基酸化物分散強化合金：アルミナを分散させたen:Glidcopが知られている。溶接用電極、ヒートシンクなどに利用されている。
- Pt基酸化物分散強化合金：ジルコニウム酸化物を分散させた材料が知られている。ガラス繊維のブッシングに利用されている[1]。